# Cras-sur-Reyssouze
Cras-sur-Reyssouze är en kommun i departementet Ain i regionen Auvergne-Rhône-Alpes i östra Frankrike. Kommunen ligger  i kantonen Montrevel-en-Bresse som ligger i arrondissementet Bourg-en-Bresse. Kommunens areal är 13,83 km². År 2018 hade Cras-sur-Reyssouze 1 501 invånare.

## Befolkningsutveckling
Antalet invånare i kommunen Cras-sur-Reyssouze
Referens: INSEE